# Exostinus
Exostinus es un género extinto de lagarto xenosáurido, que vivió a finales del período Cretácico hasta el Oligoceno, en lo que hoy es América del Norte. 

## Descripción
El genotipo de este género que es muy poco conocido, cuya posición sistemática es totalmente incierta, aunque aquí se asigna provisionalmente a la familia iguanidae.

## Historia
Los hallazgos de E. serratus, son desconcertantes, ya que algunos de sus fósiles son del Mesozoico, y otros de sus fósiles son del Paleógeno, como, la Formación White River, Logan County, Oreodon Beds y Cedar Creek, todas del Oligoceno. Otra especie, conocida como E. lancensis, es catalogada como 10,689. La especie fue hallada en Lance Creek, y Niobrara County, Wyoming, cerca de la Formación Lance (Cretácico superior).